# Lucie Laurier
Pour les articles homonymes, voir Laurier.
Lucie Laurier est une actrice québécoise née le 19 mars 1975 à Greenfield Park (Québec). Elle est connue à partir de la fin des années 2010 pour son adhésion à certaines théories du complot.

## Biographie
Née le 19 mars 1975 à Greenfield Park, Lucie Laurier est la dernière d'une famille de neuf enfants. Elle fait l'école de cirque avec sa grande sœur Angela et tourne son premier film à l'âge de neuf ans avec Jean Duceppe dans Le Vieillard et l'Enfant. Elle quitte la maison familiale à l'âge de 14 ans pour aller vivre à Montréal. À l'aube de ses 17 ans, la jeune actrice apprend qu'elle est enceinte. Cet enfant naîtra le 25 décembre 1992 et se nommera Timothy Ward Laurier. Elle est la sœur de Charlotte Laurier et d'Angela Laurier. 
Elle part en 1997 pour vivre aux États-Unis en espérant y faire carrière mais sans résultat. Elle revient en 2001 en n'ayant plus du tout le goût de jouer au cinéma et se lance dans l'étude de la haute couture. Son envie de jouer revient et elle fait son retour dans un film de Sébastien Rose, Comment ma mère accoucha de moi durant sa ménopause.

### Prises de position
En octobre 2019, elle diffuse la théorie conspirationniste des chemtrails sur son compte Twitter.  
En 2020, elle suscite la controverse au Québec en publiant une vidéo sur YouTube qu'elle relaie sur son compte Twitter où elle affiche son scepticisme envers la sévérité de la Covid-19. Elle remet en cause la pertinence de l'OMS, de l'ONU et des avis d'experts dans la gestion de la pandémie. Elle appelle les gens à s'informer sur d'autres sources que les médias traditionnels et d'être sceptique devant le discours de « l'Élite ». Elle affirme qu'elle ne se fera pas vacciner contre la Covid-19 et qu'elle est sceptique face à la vaccination. À la suite de ces propos anti-vaccin, elle se sépare de son agence artistique. Quelques jours plus tard, la journaliste Isabelle Hachey dit d'elle qu'elle est « pitoyable » et un « danger public » dans un article sur le conspirationnisme sur le site de La Presse. En mai 2020, elle participe à une vidéo conspirationniste en compagnie de Stéphane Blais et André Pitre. Lucie Laurier s'inscrit dans le mouvement d'opposition au port du masque durant la pandémie de Covid-19. 
En 2021, elle participe à plusieurs manifestations contre les mesures sanitaires reliées à la Covid-19, comme le port du masque obligatoire, le passeport sanitaire et la vaccination,,,. Son implication et sa notoriété font d'elle l'une des figures de proue du mouvement.

## Vie privée
Après avoir été en couple quelque temps avec Pierre Karl Péladeau, elle est maintenant en couple avec Emmanuel (Manu) Pitois. Elle a un fils nommé Timothy.

## Filmographie

### Au cinéma
- 1985 : Le Vieillard et l'enfant : Christin
- 1986 : Henri : Liliane
- 1986 : Anne Trister : Sarah
- 1986 : Cinématon #810 de Gérard Courant : elle-même
- 1987 : Le Diable à quatre
- 1991 : Love-moi : Danielle
- 1994 : C'était le 12 du 12 et Chili avait les blues : Chili
- 1995 : Liste noire : Valérie Savard
- 1996 : J'aime, j'aime pas : Winnifred
- 1997 : Strip Search : Billy
- 1997 : Contrat sur un terroriste : Paris Lover
- 1999 : Mumford : Pretty Coed
- 2001 : Stiletto Dance : Lena
- 2001 : Second Coming : Katja
- 2001 : Pas un mot : Vanessa
- 2003 : Jean Moulin, une affaire française : Colette Jacques
- 2003 : Toujours à part des autres
- 2003 : La Grande Séduction : Ève Beauchemin
- 2003 : Comment ma mère accoucha de moi durant sa ménopause : Cassandre
- 2004 : Magasin : Amanda
- 2004 : C'est pas moi, c'est l'autre : Lucie
- 2006 : À part des autres : 'argot
- 2006 : Bon Cop, Bad Cop : Suzie
- 2007 : Nitro : Morgane St-Pierre
- 2011 : Monsieur Papa : Corinne
- 2013 : Le Démantèlement de Sébastien Pilote : Marie Gagnon
- 2016 : Hibou de Ramzy Bedia
- 2017 : Bon Cop, Bad Cop 2 d'Alain DesRochers : Suzie
- 2019 : Mont Foster : Sara

### Série télévisée
- 1989-1991 : Chambres en ville : Caroline #1
- 1990 : Les Filles de Caleb : Émilie (jeune)
- 1997 : Les Aventures fantastiques de Tarzan : Blanche Dubois
- 2003-2004 : Virginie : Karine Constantin
- 2004 : Fortier V : Sagash
- 2004 : Cauchemar d'amour : Taille 0
- 2004 : Caméra Café
- 2005 : Les Invincibles : Jolène
- 2005 : Trudeau II: Maverick in the Making : Suzette Trudeau
- 2005 : Masters of Horror Chocolate : Catherine Duprés
- 2006-2007 : François en série : Émilie
- 2006 : René Lévesque : Corinne Côté-Lévesque
- 2008 : René Lévesque - Le destin d'un chef : Corinne Côté-Lévesque
- 2016 : Prémonitions : Anouk

## Distinctions

### Récompenses
En 1990, elle obtient un « prix spécial du Jury » au Festival de Namur pour le film Love-moi dans lequel elle est dirigée par Marcel Simard.
Récipiendaire du prix Luce-Guilbeault de l'actrice la plus prometteuse aux Rendez-vous du cinéma québécois 1997 pour son rôle de Winnie dans J'aime, j'aime pas.

### Nominations
1987 une nomination aux prix Génie dans la catégorie Meilleure interprétation féminine dans un rôle de soutien pour le personnage de Sarah dans le film Anne Trister de Léa Pool.
Nomination aux prix Jutra 2007 : Meilleure actrice dans un rôle de soutien pour son rôle dans Bon Cop, Bad Cop.